# Horváth Keresztély János
Horváth Keresztély János (gyakran csak Horváth (Ker.) János) (Kőszeg, 1732. július 13. – Buda, 1799. október 20.) jezsuita rendi szerzetes, egyetemi tanár.

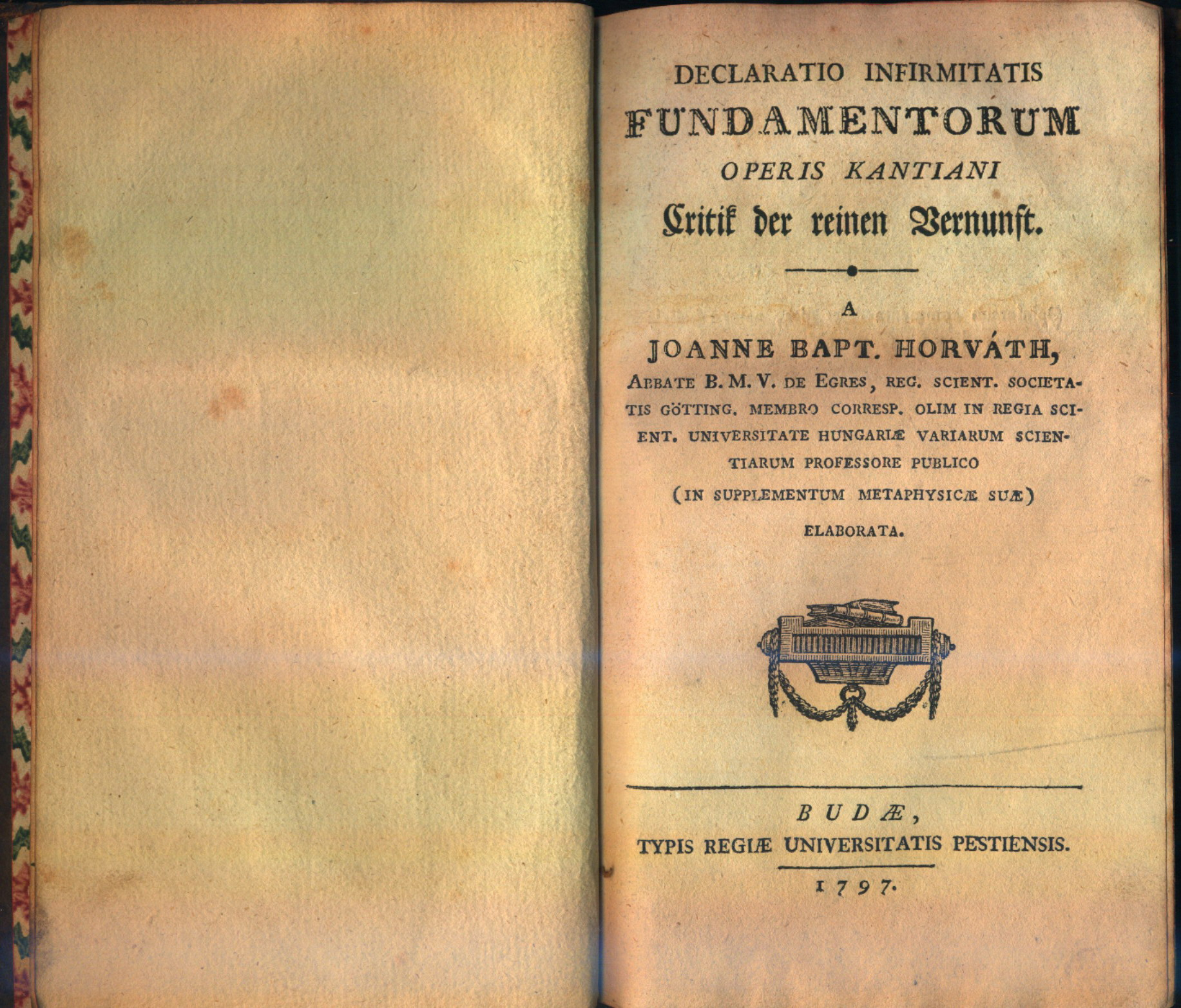
Horváth János „Declaratio Infirmitatis Fundamentorum" című munkájának címlapja

## Életpályája
A bölcseleti tanulmányokat Nagyszombatban végezte, majd 1751. október 17-én Trencsénben a jezsuita rendbe lépett és a teológiát Nagyszombatban hallgatta, ahol a probaéveket kitöltötte, az ottani convictus igazgatója volt négy évig. A bölcseletet Budán, azután a nagyszombati egyetemen tanította, melynek Budára történt áthelyezése után, ugyanott a természettant és mechanikát adta elő 1792-ig, midőn teljes fizetéssel nyugdíjaztatott és egresi apáttá neveztetett ki. A göttingeni tudós társaság 1790. december 13-án levelező tagjává választotta. „Declaratio infirmitatis fundamentorum operis Kantiani" című, 1797-ben megjelent műve az első magyarországi reflexió Immanuel Kant filozófiájára.

## Munkái
- Panegyricus Immaculatae Virgini. Tyrnaviae, 1760
- Panegyricus D. Ignatio. Tyrnaviae, 1761
- Panegyricus D. Francisco Xaverio. Tyrnaviae, 1762
- Institutionis logicae, quas in usum auditorum philosophiae conscripsit… Tyrnaviae, 1767 (2. jav. kiadás Tyrnaviae, 1771. Végén: Paradigmata concertationum literarum, 4. jav. k. Eger, 1773, 5. jav. és bőv. k., Augsburg, 1781, 6. jav. k. Nagyszombat, 1776, Buda, 1795, jav. k, 1797, jav. és bőv. 1799, 1809, 1813)
- Institutiones metaphysicae, quas in usum discipulorum conscripsit. Tyrnaviae. 1767 (2. jav. k. Tyrnaviae, 1771, 3. k. Augsburg, 1772, 3. jav. k. Eger, 1773, 6. jav. k. Tyrnaviae, 1776, újabb kiadás, Buda, 1782, 2. budai k. 1795, 1817, velenczei 1. k., 1782. Institutiones logicae et metaphisicae, 4. jav. k. Augsburg, 1778)
- Physica generalis quam in usum auditorum philosophiae conscripsit. Tyrnaviae, 1767 (1770, újabb k. Augsburg, 1772, 3. javított k. Eger, 1774, 4. jav. k. Nagyszombat, 1776, velenczei 1. kiadás, 1782)
- Institutiones physicae particularis in usum anditorum philosophiae. Tyrnaviae, 1770 (2. k. Augsburg, 1772, 3. jav. k. Eger, 1774, 4. jav. k. Nagyszombat, 1777, Velence, 1782 Online)
- Tentamen publicum e praelectionibus physicis. Tyrnaviae, 1771
- Elementa matheseos, philosophiae auditorum usibus accommodata. Tyrnaviae, 1772–73. két kötet (Velencze, 1781, Institutiones matheseos cz. Augsburg, 1782)
- Dissertatio de methodo futuram pontis lignei unico arcu constaturi, firmitatem investigandi. Budae, 1780
- Calculus orgyae civilis ejusque partium aliquotarum… facilior redditus et occasione solemnis inaugurationis ejusdem reg. scientiarum universitatis Budensis vulgatus. Budae, 1780
- Praelectionum mechanicarum partes III. Budae, 1782–84 (I. Complectens staticam et mechanicam solidorum, II. De hydrostatica et hydraulica. III. De machinis…)
- Theoria globi aerostatici, ob inflammabilem, quo repletur, aerem in altum ovulare soliti. Budae, 1783
- Ad novum quemdam autorem Josephum Nemetz, in libello suo: Vorrath neuer Beiträge zur Physik, Mechan. u. Technolog. P. I. celeberrimos variarum nationum autores prorsus audacter lacessentem epistola I. Budae, 1784
- Mechanische Abhandlung von der Statik, und Mechanik der festen Körper. Im lateinischen abgefasst von… zugleich von Johann Pasquich seinem Adjunct, ins Deutsche übersetzt. Pest, 1785 (Buda, 1809)
- Mechanische Abhandlung über die Hydrostatik, Hydraulik und die von der Aerostatik und Pneumatik abhängende Maschinen-Lehre. Pest, 1786 (Buda, 1810)
- Elementa physicae, opus novis elaboratum curis, et a prioribus editionibus diversum. Budae, 1790 (2. bőv. és jav. k. 1792, 3. jav. és bőv. k. 1793, 4. jav. és bőv. k. 1799, 5. k. 1807, 6. k. 1819. Budae)
- Summarium elementorum. physicae comprimis in usum gymnasiorum per regnum Hungariae et provincias eidem adnexas. Budae, 1794 (2. átnézett k. Budae, 1798)
- Declaratio infirmitatis fundamentorum operis Kantiani: Kritik der reinen Vernunft. In supplementum metaphysicae suae elaborata. Budae. 1797

14 kézirata a budapesti Egyetemi Könyvtárban található.

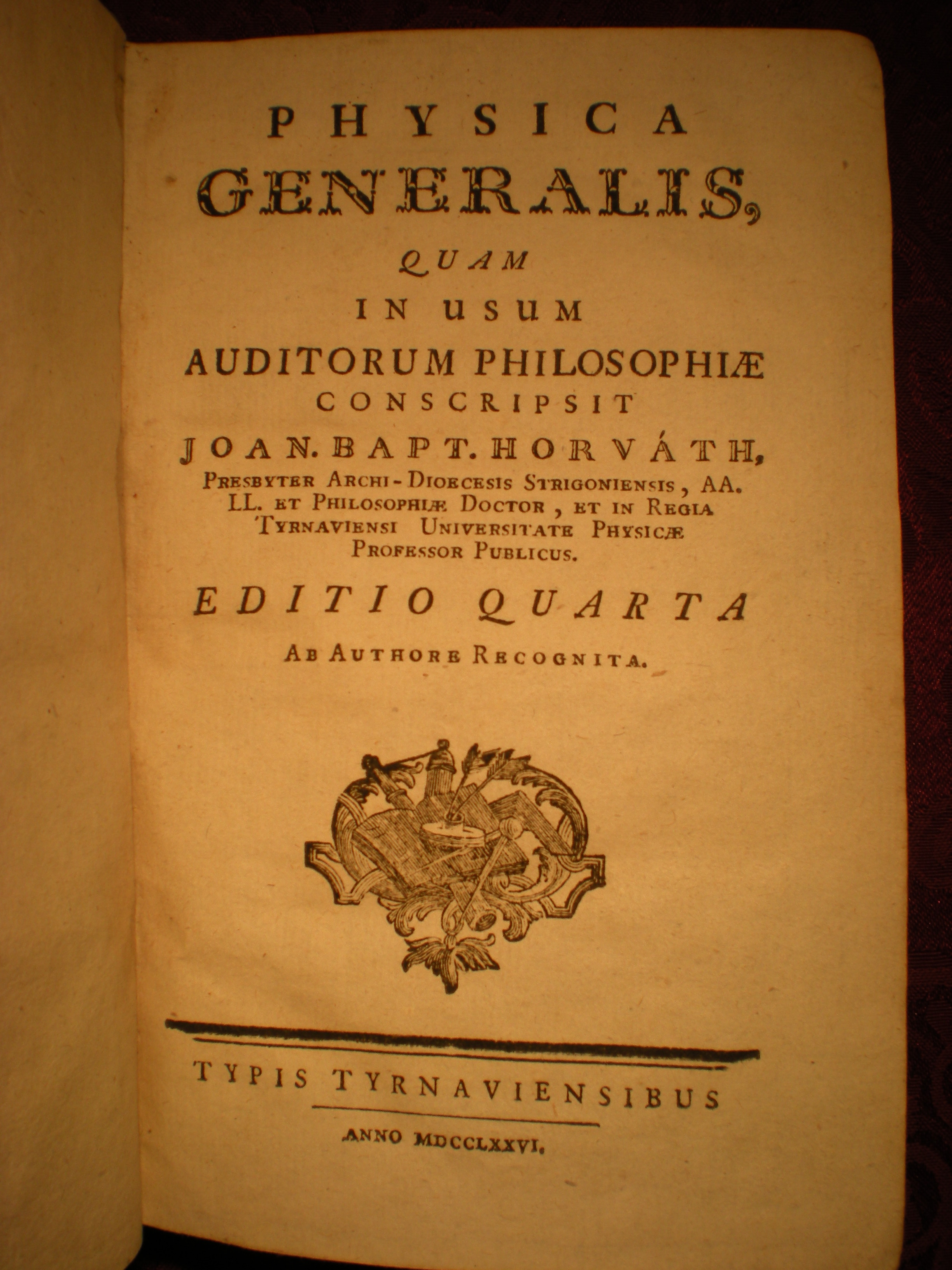
Physica Generalis (1776)
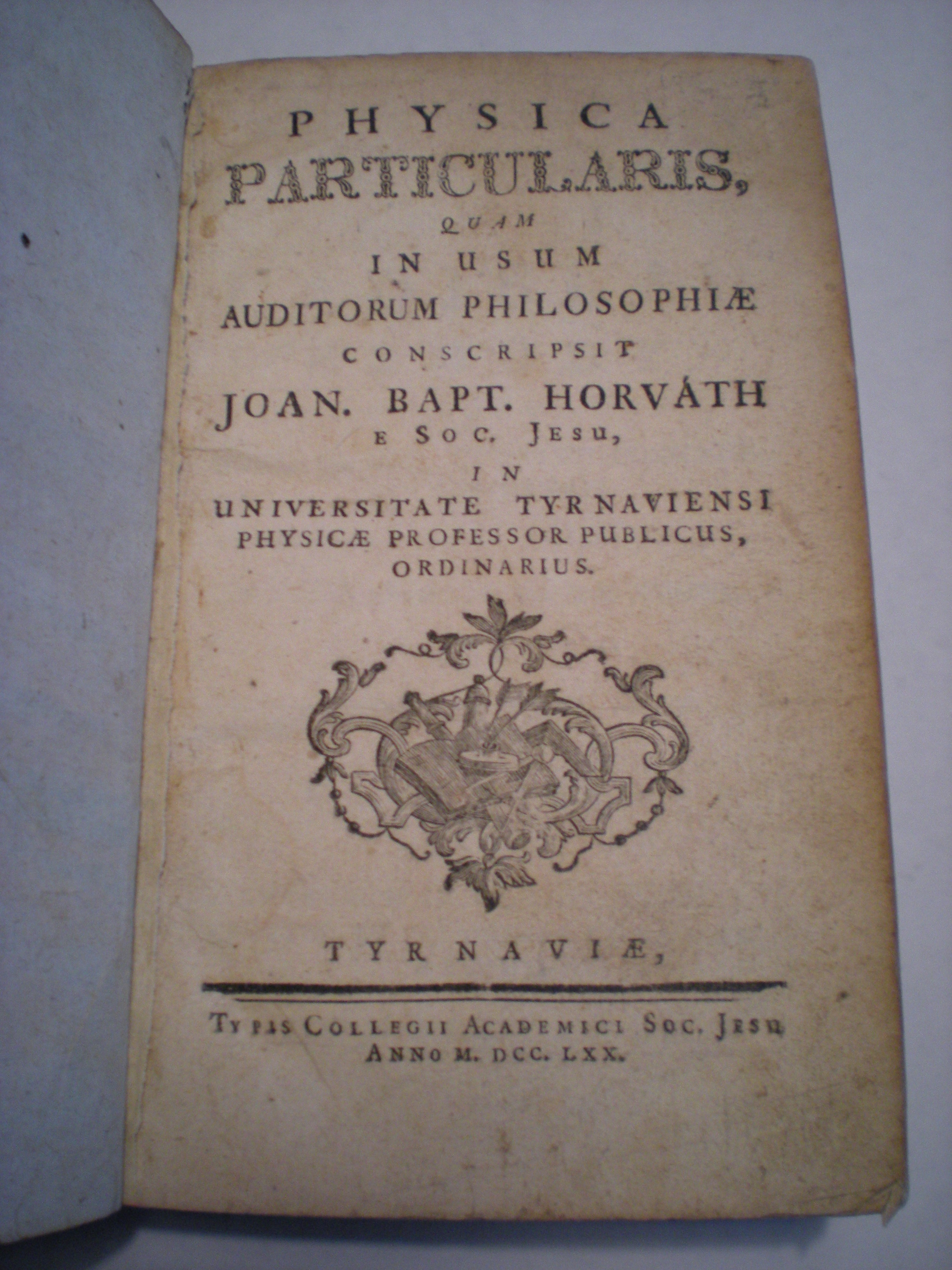
Physica Particularis (1770)
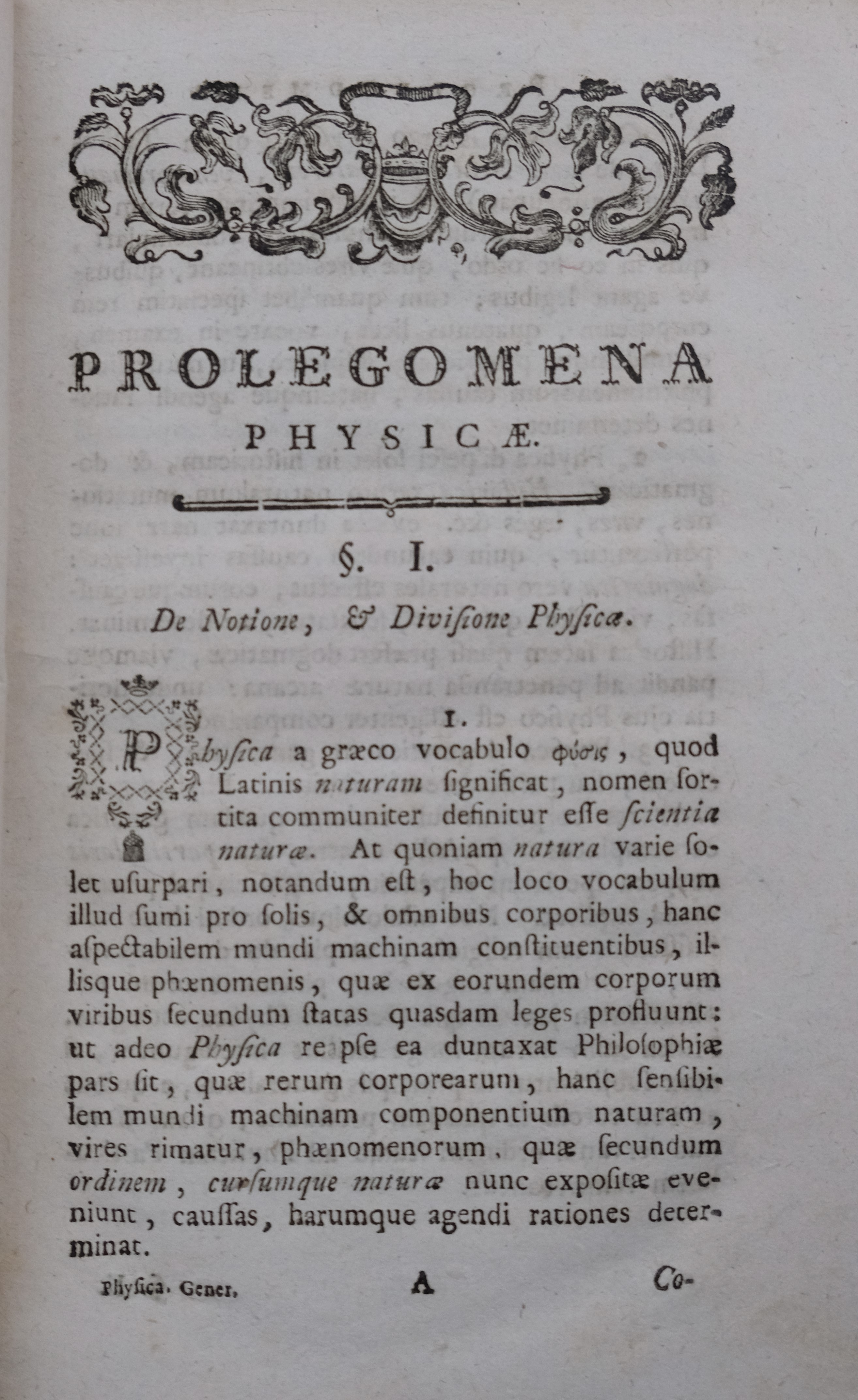
Előszó a Physica Generalis-hoz (1776)